# Frank Paschek
Frank Paschek (Alemania, 25 de junio de 1956) es un atleta alemán retirado, especializado en la prueba de salto de longitud en la que, representando a la República Democrática Alemana, llegó a ser subcampeón olímpico en 1980.

## Carrera deportiva
En los JJ. OO. de Moscú 1980 ganó la medalla de plata en el salto de longitud, con un salto de 8.21 metros, quedando en el podio tras su compatriota Lutz Dombrowski (oro con 8.54 m) y por delante del soviético Valeriy Pidluzhnyy (bronce con 8.18 m).